# Lasianthus helferi
Lasianthus helferi är en måreväxtart som beskrevs av Joseph Dalton Hooker. Lasianthus helferi ingår i släktet Lasianthus och familjen måreväxter. Inga underarter finns listade i Catalogue of Life.